# NGC 2579
NGC 2579 (również OCL 724 lub ESO 370-*N8) – gromada otwarta powiązana z obszarem H II, znajdująca się w gwiazdozbiorze Rufy. Została odkryta 1 lutego 1835 roku przez Johna Herschela.